# Parcul Național Balcanii Centrali
Parcul Național Balcanii Centrali (în bulgară Национален парк Централен Балкан, transliterat: Naționalen park Țentralen Balkan) se află în inima Bulgariei, înconjurat de porțiunile centrale și superioare ale Munților Balcani. Altitudinea sa variază de la 550 m lângă orașul Karlovo, la 2376 m la vârful Botev, cel mai înalt vârf din zona montană. A fost înființat la 31 octombrie 1991. Parcul Național Balcanii Centrali este a treia cea mai mare arie protejată din Bulgaria, acoperind o suprafață de 716,69 km², cu o lungime totală de 85 km de la vest la est și o lățime medie de 10 km. Acesta ocupă teritoriul a 5 din cele 28 de regiuni ale țării: Loveci, Gabrovo, Sofia, Plovdiv și Stara Zagora.

## Legături externe
- Central Balkan National Park - Official web site
- Central Balkan National Park Photo Gallery
- Central Balkan National Park Image Gallery